# Triplectides pellucens
Triplectides pellucens là một loài Trichoptera hóa thạch trong họ Leptoceridae.